# Thalassocnus
Thalassocnus is een geslacht van uitgestorven waterbewonende luiaarden uit de Nothrotheriidae. De soorten leefden in het Mioceen en Plioceen in Zuid-Amerika.
Thalassocnus voedde zich met zeegras en zeewier. De oudere soorten T. antiquus, T. natans en T. littoralis waren semi-aquatisch en voedde zich op het strand met aangespoelde planten of in ondiep water. De latere soorten T. carolomartini en T. yaucensis waren volledig waterbewonend en graasden in dieper water.
Fossielen van Thalassocnus zijn gevonden in de kustgebieden van Peru en Chili.